# کدخدالو پائین (خداآفرین)
کدخدالو پائین یکی از روستاهای استان آذربایجان شرقی است که در دهستان بسطاملو بخش مرکزی شهرستان خداآفرین واقع شده‌است.